# そらいろのたね
『そらいろのたね』は、中川李枝子（文）と大村百合子（絵）による日本の絵本。1964年に福音館書店の雑誌『こどものとも』に掲載され、1967年に絵本として出版された。刊行以来、約半世紀にわたって日本で読み続けられているロングセラーである。2010年までの累計刊行部数は170万部。

## 評価など
「幼い子の空想遊びの世界をそのまま絵本にしたような魅力がある」と評価されている。
作中には、『いやいやえん』のしげる、おおかみ、こぐまや『ぐりとぐら』のぐりとぐらといった作者の他作品のキャラクターが姿を見せている。

### 書誌情報
- 『そらいろのたね』福音館書店、1967年1月20日。ISBN 4834000842。

- 『そらいろのたね-　The Sky Blue Seed』ラボ教育センター、2004年5月。ISBN 4898110770。

## ショートアニメ版
スタジオジブリが1992年に日本テレビ開局40周年記念用として製作し、同年11月23日に放映された。監督は宮崎駿が務めている。前編、中編、後編の全3話、放送時間は約30秒で、声無しのサイレント作品であるが、3話に共通するBGMが流れている。

### あらすじ
第1話
男の子のゆうじはある日、自分の「たからもの」である模型飛行機を、きつねの頼みで、きつねの「たからもの」である「そらいろのたね」と取り替える。ゆうじが家の庭にその種をまいて水をやると、翌朝に玩具のような小さな青い家が地面に現れた。ゆうじが「おおきくなあれ」と唱えながらさらに世話をすると家は一回り大きくなり、ひよこがやってきて「ぼくのうちだ」と中に入り込む。
第2話
家はその後も大きくなり、それにつれて猫や豚、さらにはゆうじの友人たちもやってきて中に入って遊ぶ。家の「成長」は止まらず、やがて町の子ども、森の動物がやってくる。
第3話
すっかり家が大きくなってからきつねが訪れてその姿に驚き、「模型飛行機は返すから、この家を自分に返してほしい」とゆうじに頼む。そして、家は自分のものだからと中にいた子どもや動物を外に出させた。きつねが一人で家に入って窓や扉の鍵をすべて閉じると家は急に大きくなり、ゆうじが「あ、たいへん!おひさまに、ぶつかる」と叫んだ直後に崩れて消え失せてしまった。あとには失神したきつねがのびて横たわっていた。

### スタッフ
- 製作：徳間康快、佐々木芳雄
- 監督：宮崎駿
- 絵コンテ、演出：近藤喜文
- 音楽：永田茂
- 原画：佐藤好春、杉野左秩子
- 動画：舘野仁美、中込利恵、手島晶子、佐藤伸子、長島陽子 藤村理枝、大村まゆみ、北島由美子
- 色彩設計：保田道世
- 仕上：立山照代、木村郁代、小野暁子、木附沢幸恵、森奈緒美、守屋加奈子、井関真代
- 撮影監督：白井久男
- 撮影：池上元秋
- 撮影所：スタジオコスモス
- 編集：板垣恵一
- 編集所：ガルエンタープライズ
- 制作担当：高橋望
- 制作チーフ：川端俊之
- 制作デスク；西桐共昭
- 演出助手；伊藤裕之

### テレビ以外での公開
本作はテレビ放映のみならず、第七藝術劇場（大阪府、1993年10月9日 - 22日）、山形フォーラム（山形県、同年11月13日 - 26日）中野武蔵野ホール（東京都、同年12月25日 - 1994年1月14日）の各劇場で「海がきこえる」の併映作品として上映された。

### 映像ソフト
- 『ジブリがいっぱいSPECIALショートショート』（DVD）ウォルト・ディズニー・ジャパン、東京都、2005年11月16日。総収録時間：42分。